# Espen Dekko
Espen Dekko (* 1968 in Oslo) ist ein norwegischer Puppenspieler, Theaterregisseur und Kinderbuchautor.

## Leben und Werk
Espen Dekko studierte an der Puppenspielschule des norwegischen Staatstheaters (Riksteatrets Dukkespillerskole). Seit 1990 inszeniert er für das Puppentheater und tritt selbst als Puppenspieler auf. Daneben studierte er am Norwegischen Institut für Kinderbücher (Norsk Barnebokinstitutt).
Espen Dekko hat mehrere Kinderbücher verfasst. Das von Mari Kanstad Johnsen (* 1981) illustrierte Kinderbuch Poff und Elmar wurde 2018 in die renommierte Auswahlliste The White Ravens der Internationalen Jugendbibliothek München aufgenommen. Es wurde 2019 ins Deutsche übersetzt. 2018 erschien sein Roman für Kinder Tårer forandrer ingenting ('Tränen verändern nichts'). In beiden Büchern setzt sich Dekko mit dem Thema auseinander, was der Tod eines geliebten Menschen oder Tieres für Kinder bedeutet. Dies gilt auch für sein 2020 auf Deutsch erschienenes Kinderbuch Sommer ist trotzdem.
Espen Dekko veranstaltet zahlreiche Workshops und war lange Jahre als Regisseur dem Cirka Teater in Trondheim verbunden. Er lebt heute unweit der norwegischen Hauptstadt Oslo.

## Auszeichnungen
- 2021: Silberne Feder für Sommer ist trotzdem (zusammen mit der Übersetzerin Karoline Hippe)

## Werke als Kinderbuchautor
- P+E (2017)
  - deutsch: Poff und Elmar. Aus dem Norwegischen von Carsten Wilms. Kullerkupp Kinderbuch Verlag, Berlin 2019. ISBN 978-3-947079-09-4[2]
- Tårer forandrer ingenting (2018)
- …
  - deutsch: Sommer ist trotzdem. Übersetzt von Karoline Hippe. Thienemann-Esslinger, Stuttgart 2020, ISBN 978-3-522-18531-8